# Eurotournoi 2017
Navigation
Édition précédente Édition suivante
L'Eurotournoi 2017 est la vingt-quatrième édition de l'Eurotournoi, un tournoi annuel de pré-saison de handball. Il se déroule du 24 au 27 août 2017 au Rhenus Sport de Strasbourg.

## Participants
La moitié des participants n'ont pas participé à l'édition 2015.
| Club                                | Participation à l'édition 2015 | Nombres de titres |
| ----------------------------------- | ------------------------------ | ----------------- |
| Chambéry Savoie Mont-Blanc Handball | Oui                            | 3                 |
| RK Zagreb                           | Non                            | 0                 |
| Montpellier Handball                | Oui                            | 3                 |
| Medvedi Tchekhov                    | Non                            | 0                 |
| Naturhouse La Rioja                 | Oui                            | 0                 |
| Elverum Handball                    | Non                            | 0                 |

## Phase de groupe

### Répartitions des clubs par groupe
Chaque groupe est composé de 3 clubs,.

### Groupe 1
|   | Équipe           | Pts | J | G | N | P | Bp | Bc | Diff |
| - | ---------------- | --- | - | - | - | - | -- | -- | ---- |
| 1 | Elverum Handball | 3   | 2 | 1 | 1 | 0 | 52 | 51 | 1    |
| 2 | Chambéry SMB HB  | 2   | 2 | 1 | 0 | 1 | 48 | 48 | 0    |
| 3 | RK Zagreb        | 1   | 2 | 0 | 1 | 1 | 48 | 49 | -1   |

### Groupe 2
|   | Équipe               | Pts | J | G | N | P | Bp | Bc | Diff |
| - | -------------------- | --- | - | - | - | - | -- | -- | ---- |
| 1 | Montpellier Handball | 4   | 2 | 2 | 0 | 0 | 73 | 53 | 20   |
| 2 | Medvedi Tchekhov     | 2   | 2 | 1 | 0 | 1 | 56 | 67 | -11  |
| 3 | Naturhouse La Rioja  | 0   | 2 | 0 | 0 | 2 | 57 | 66 | -9   |

## Finales
Les résultats des finales sont, :

### Finale pour la cinquième place
| 27 août 2017 13h00 | Naturhouse La Rioja | 33 - 24 | RK Zagreb | Rhenus Sport, Strasbourg |

### Finale pour la troisième place
| 27 août 2017 15h00 | Chambéry SMB HB | 25 - 22 | Medvedi Tchekhov | Rhenus Sport, Strasbourg |

### Finale
| 27 août 2017 17h00 | Montpellier Handball | 30 - 25   | Elverum Handball    | Rhenus Sport, Strasbourg Affluence : 4 225 Arbitrage : Dentz et Reibel |
| 27 août 2017 17h00 | Théophile Caussé 6   | (14 - 13) | Linderud, Hanisch 5 | Rhenus Sport, Strasbourg Affluence : 4 225 Arbitrage : Dentz et Reibel |